# Shangyu

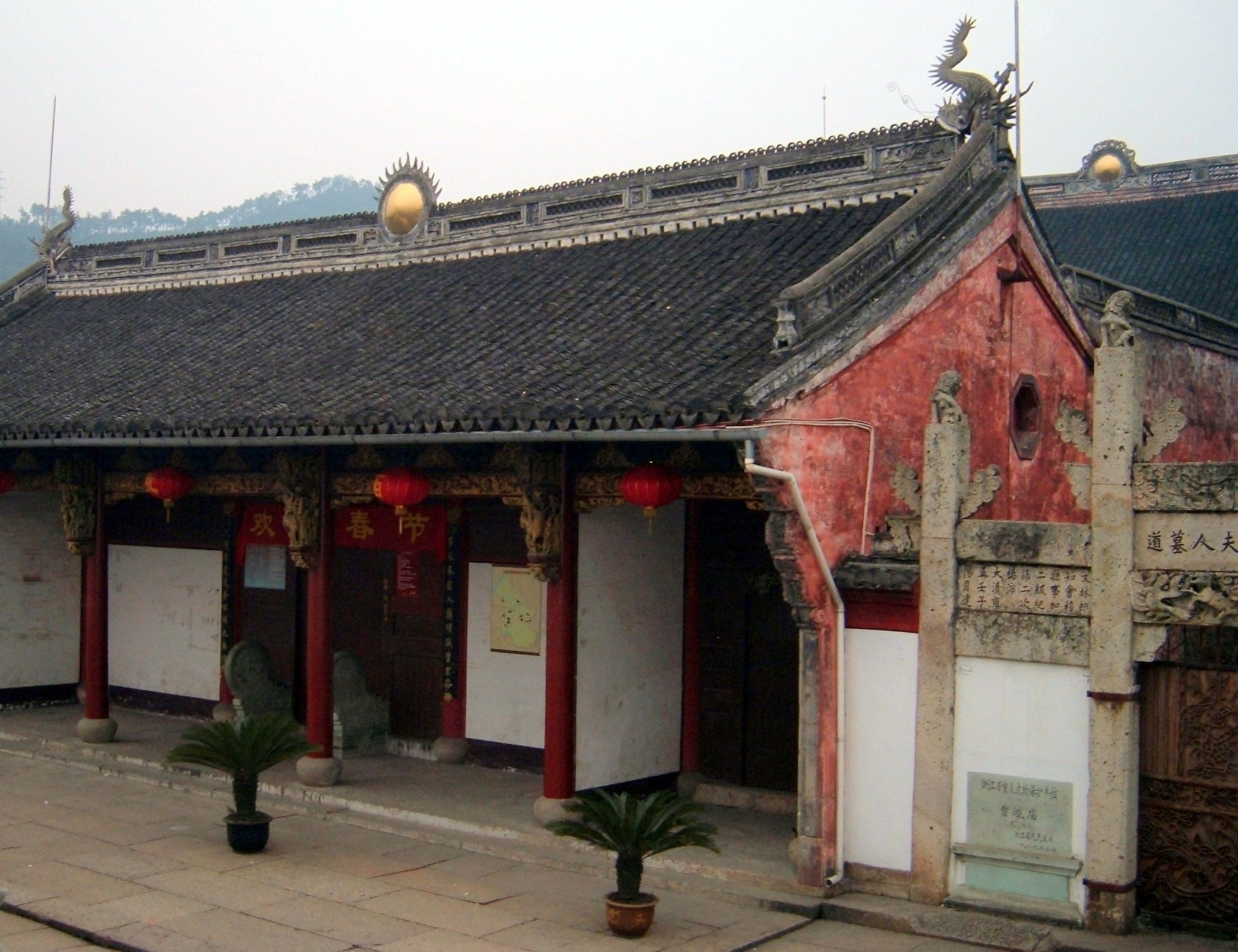
Temple à Shangyu

Shangyu (上虞 ; pinyin : Shàngyú) est une ville de la province du Zhejiang en Chine. C'est une ville-district placée sous la juridiction administrative de la ville-préfecture de Shaoxing.
Xie Jin, réalisateur du film Le Détachement féminin rouge dont la reprise sous forme de ballet deviendra l'emblème de la Révolution culturelle, y est né en 1923.

## Démographie
La population du district était de 775 121 habitants en 1999.